# Georg von Lambsdorff
Georg Franz Wilhelm baron von der Wenge comte von Lambsdorff (né le 16 novembre 1863 au manoir de Groß Bersteln (lv), arrondissement de Bauske (gouvernement de Courlande) et mort le 6 septembre 1935 à Neubabelsberg près de Potsdam) est un avocat administratif prussien, administrateur d'arrondissement et président du district de Gumbinnen (1915-1919).

## Biographie
Georg comte von Lambsdorff (de) débute comme greffier en 1885. De 1895 à 1905, il travaille comme administrateur de l'arrondissement de Ragnit, province de Prusse-Orientale. En 1905, il s'installe à Magdebourg en tant que chef de la police et en 1910, il retourne en Prusse-Orientale en tant que conseiller présidentiel principal. Ici, Georg Graf von Lambsdorff exerce les fonctions de président du district de Gumbinnen et donne notamment des conférences publiques. De 1919 à 1922, il est commissaire du Reich et d'État pour la région de Memel qui allait être cédée. Le conseiller des comptes administratifs est également major dans la réserve.
Lambsdorff épouse Frieda von Friderici-Steinmann, dite von Mellenthin, l'année des trois empereurs. Le couple a une fille et un fils
Une nécrologie de lui peut être trouvée dans la Johanniter-Ordensblattes de septembre 1935. Dans l'Ordre de Saint-Jean, il travaille longtemps comme secrétaire de l'ordre et enfin, depuis 1929, comme commendateur honoraire. L'adhésion en tant que chevalier honoraire remonte au début des années 1900.
Sur le plan ecclésiastique, il est impliqué dans l'association Martin-Luther. Il en est vice-président de 1932 à 1934.

## Publications
- Geschichte der Polizeiverwaltung in Magdeburg / Tei 1. Geschichte der Magdeburg Polizeiverwaltung bis 1850. Heinrichshofen (Magdeburg), 1914. DNB
- Deutsche Adelsgenossenschaften und Freimaurerei, Vergin Verlag, Magdebourg, 1926. Teildigitalisat